# Peter Pišťanek
Peter Pišťanek (magyarul: Pišťanek Péter (kiejtés: Pistyanek Péter)) (Dévényújfalu, 1960. április 28. – Pozsony, 2015. március 22.) szlovák író, újságíró.

## Élete
A gimnázium második évéből (1978) való kizárása után számos foglalkozást kipróbált. Gépészként alkalmazták a Slovnaft oxigénüzemben, 1988-tól parkolóőrként dolgozott. A Művészeti Akadémián dramaturgiát és forgatókönyvírást tanult. A 80-as években a Devínska Nová Vec kultikus zenei együttes alapítója volt.
Az 1989-es forradalom után üzleti tevékenységet folytatott, reklámügynökségben alkalmazták. Társalapítója volt az inZine online magazinnak, amelynek tucatnyi cikket írt. Televízióban és rádióban jelent meg beszélgetőműsorokban, valamint a Gratex szoftvervállalatnál dolgozott. Később a Tele-Video-Relax magazin főszerkesztője volt. Ezen túlmenően azonban folyamatosan irodalmi műveket alkotott.
2015. március 22-én öngyilkosságot követett el.

## Munkássága
Első novelláját 1988-ban tette közzé a Slovenské pohledyben. Első regénye a Rivers of Babylon (Babilon folyói) 1991-ben jelent meg (angol nyelven 2007-ben, Peter Petro fordításában). Ezt követte két másik regény, a Drevená dedina és a Fredyho koniec, amelyek együttesen trilógiát alkotnak.
Korai munkáit a narratíva egyértelműsége és a történet gyors kibontakoztatása jellemzi, pszichológiai elemzések helyett személyre szabott, tömör módon, de nagyon pontos leírásokkal írta a műveit. Ez jellemzi későbbi munkáit is, amelyeket azonban az érzelmek iránti nagyobb hajlam és a keserűség jellemeznek.  
A Babilon folyói című regénye nyolc nyelven jelent meg, többek között Horvátországban, Nagy-Britanniában, Törökországban, a Cseh Köztársaságban, Franciaországban és Szerbiában. Ez az egyik legsikeresebb szlovák könyv külföldön.

## Művei
- Rivers of Babylon (regény, 1991) Babilon folyói
- Mladý Dônč (1993) Különcök
- Rivers of Babylon 2 alebo Drevená dedina (regény, 1994) Babilon folyói 2.
- Skazky o Vladovi pre veľkých a malých (mikrotörténetek, 1995) Vlad meséi fiataloknak és öregeknek
- Nové skazky o Vladovi pre malých i veľkých (1998)
- Sekerou a nožom[7] (novellagyűjtemény, 1999)
- Rivers of Babylon 3 alebo Fredyho koniec (regény, 1999) A Babilon folyói 3. vagy Fredy vége
- Posledné skazky o Vladovi (mikrotörténetek gyűjteménye, 2002) Vlad utolsó meséi
- Recepty z rodinného archívu, beletrizované kuchárske recepty (2003) Receptek a családi levéltárból, kitalált kulináris receptek
- Traktoristi a buzeranti (válogatás, 2003)
- Živý oheň z vína, faktografická kniha o koňaku (2006) Élő tűz a borból, ténykönyv a konyakról
- Neva (2014)
- Rukojemník - Lokomotívy v daždi (regény, 2014) Túsz - Esőben ázó mozdonyok

## Magyarul
- Egy szlovák vendéglős kedvenc receptjei (Kossuth Kiadó, Budapest, 2016, fordította: Bilász Boglárka)[8] ISBN 9789630985529
- A kezdő – Huszadik századi szlovák novellák[9] (Noran Libro, Budapest, 2016) ISBN 9786155513725
- Különcök (Kalligram Kiadó, Pozsony, 1999, fordította: Hizsnyai Tóth Ildikó)[10] ISBN 807149304X

## Filmográfia

### Szerzőként
- Jak jsme hráli cáru (2014)
- Muzika (2008)
- Babilon folyói (szlovák filmszatíra, 1998)

### Színészként
- Jak jsme hráli cáru – Bataj
- Muzika – Politruk

## Fordítás
- Ez a szócikk részben vagy egészben  a   Peter Pišťanek című szlovák Wikipédia-szócikk ezen változatának fordításán alapul.  Az eredeti cikk szerkesztőit annak laptörténete sorolja fel. Ez a jelzés csupán a megfogalmazás eredetét és a szerzői jogokat jelzi, nem szolgál a cikkben szereplő információk forrásmegjelöléseként.